# Grand-Auverné
Grand-Auverné [ɡʁɑ̃t‿ovɛʁne] (bretonisch: Arwerneg-Veur; Gallo: Graund-Auvernaé) ist eine französische Gemeinde mit 770 Einwohnern (Stand: 1. Januar 2022) im Département Loire-Atlantique in der Region Pays de la Loire; sie ist Teil des Arrondissements Châteaubriant-Ancenis und des Kantons Châteaubriant. Die Einwohner werden Alvernes genannt.

## Geografie
Grand-Auverné liegt etwa 58 Kilometer südsüdöstlich von Rennes und etwa 49 Kilometer nordnordöstlich von Nantes. Der Fluss Don begrenzt die Gemeinde im Nordwesten. Umgeben wird Grand-Auverné von den Nachbargemeinden Petit-Auverné im Norden, Vallons-de-l’Erdre im Osten, Riaillé im Süden, La Meilleraye-de-Bretagne im Westen sowie Moisdon-la-Rivière im Nordwesten.

## Bevölkerungsentwicklung
| Jahr                       | 1962 | 1968 | 1975 | 1982 | 1990 | 1999 | 2006 | 2017 |
| Einwohner                  | 1041 | 1051 | 905  | 877  | 754  | 681  | 711  | 768  |
| Quellen: Cassini und INSEE |      |      |      |      |      |      |      |      |

## Sehenswürdigkeiten
- Herrenhaus Le Petite-Haie aus dem 15./16. Jahrhundert
- Kirche Saint-Pierre et Saint-Paul von 1879
- Kapellen Notre-Dame-de-Bon-Secours in Aunais und Sainte-Anne in La Blanche
- Schloss Gaillard

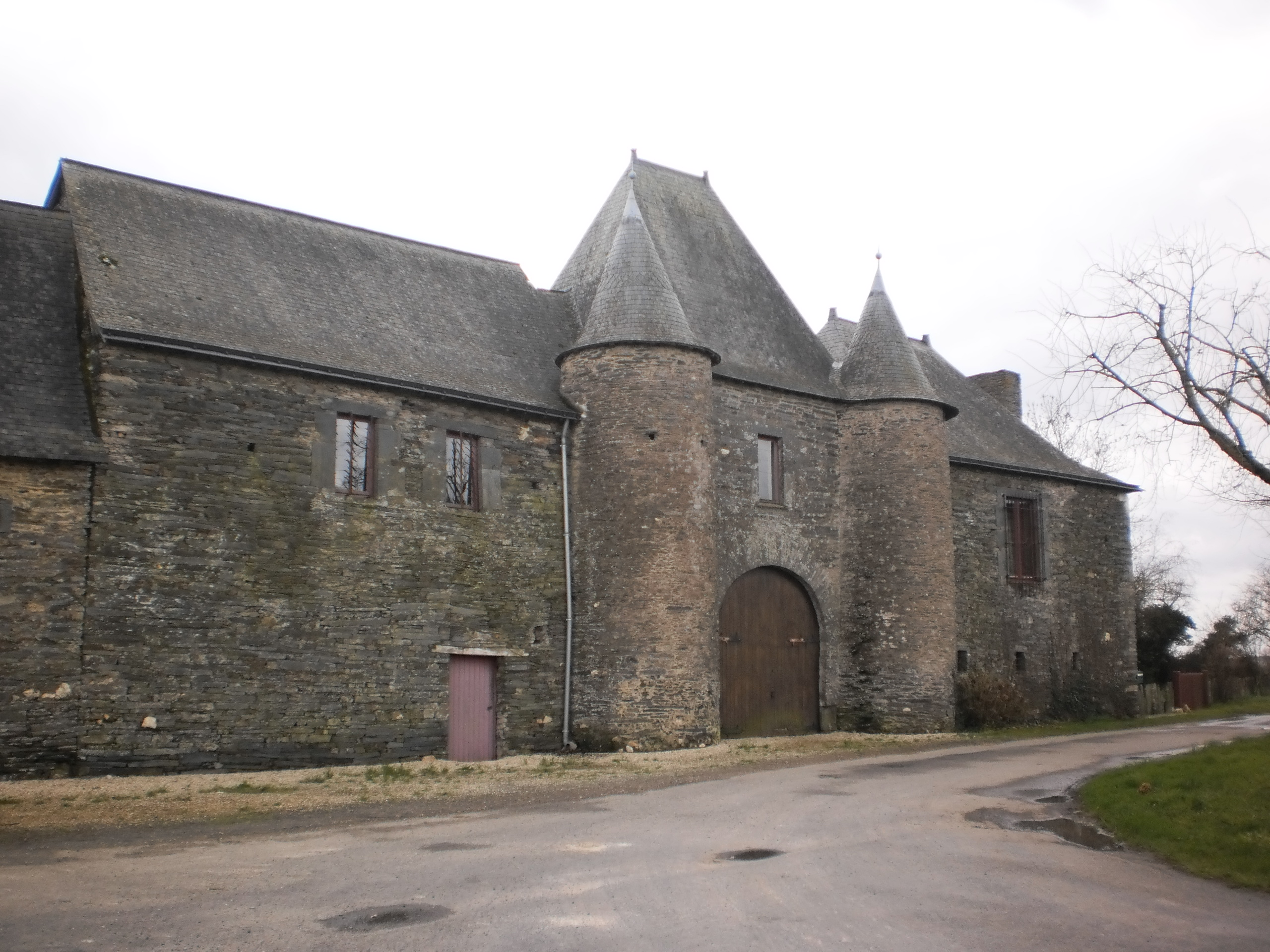
Herrenhaus Le Petite-Haie
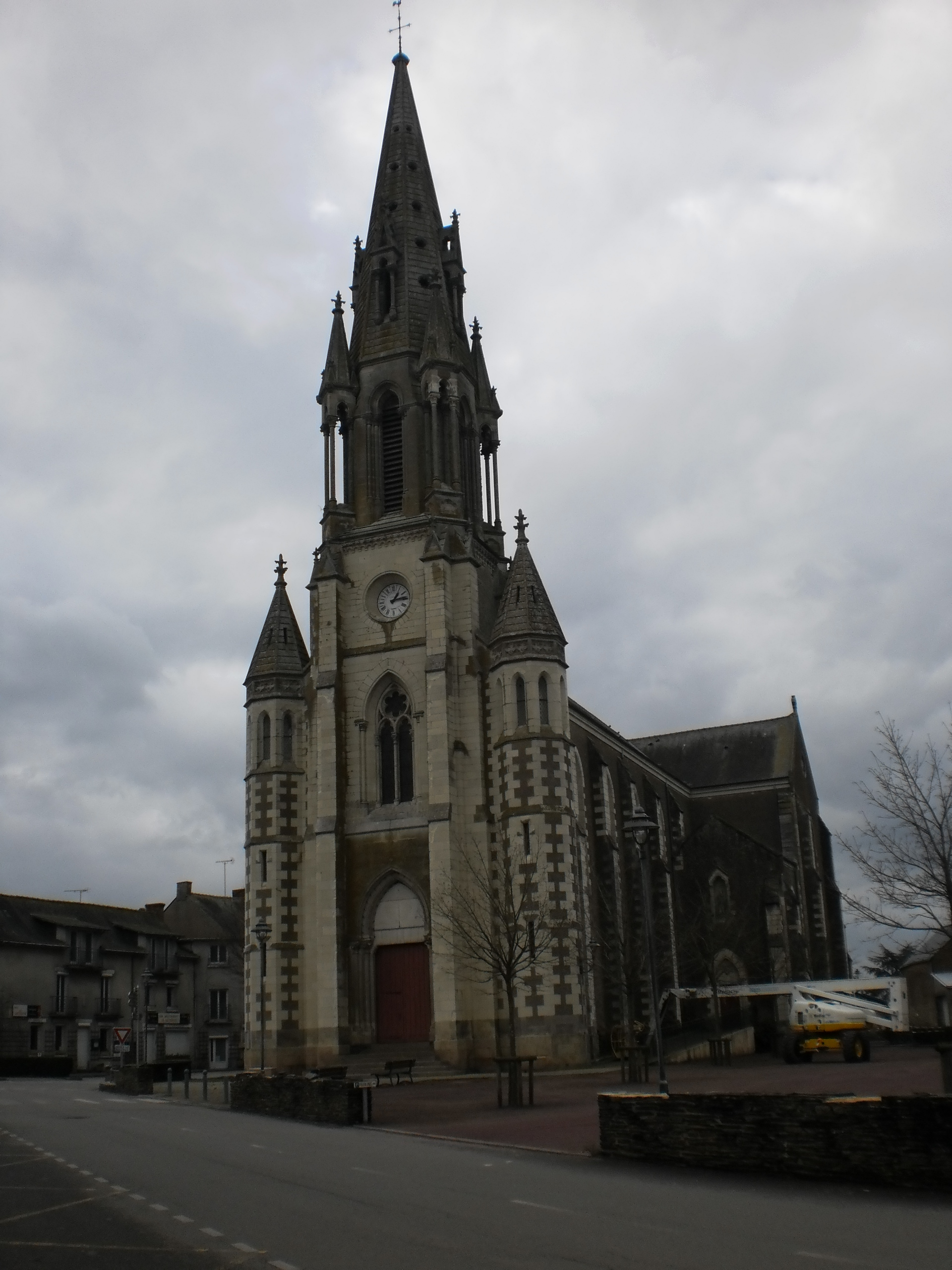
Kirche Saint-Pierre et Saint-Paul

## Persönlichkeiten
- Joseph Doré (* 1936), Theologe, Erzbischof von Straßburg (1997–2007)